# Червоні цвяхи
«Червоноголові цвяхи» (англ. Red Nails) — повість американського письменника Роберта Говарда, з циклу про Конана з Кіммерії, події якого відбуваються в вигаданій автором Хайборійській ері.
Оповідання було вперше опубліковане в липні 1936 року в журналі  Weird Tales , 28 випуск.
Основою сюжету є пригоди Конана та його супутниці в загубленому місті, вироджені мешканці якого ведуть війну поміж собою, що веде до їх взаємного самознищення. Внаслідок похмурої теми занепаду і гибелі оповідання вважається класикою циклу про Конана і розглядається як послідовниками Говарда як один з його кращих творів.

## Сюжет

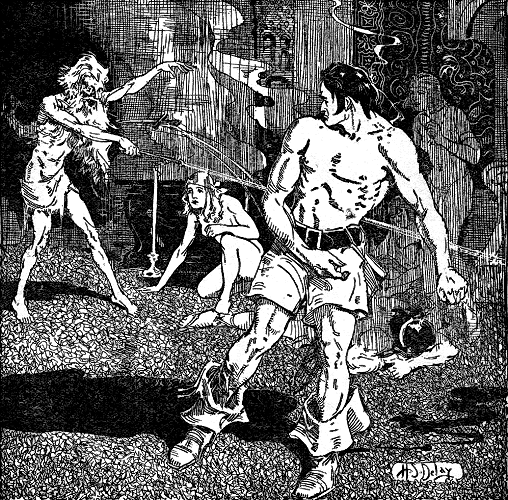
Ілюстрація до оповідання. Тольтемек атакує жезлом. У приміщенні Конан, Валерія, Таскела, на землі померлий

Валерія з «Червоного Братерства», відома піратка і войовниця, пробиралася скрізь джунглі. Позаяк густі зарослі не давали їй можливість побачити напрям руху, вона вирішує забратися на скалу і роздивитися звідтіля оточуючу місцину. На скалі Валерія знаходить людський кістяк, без видимих причин смерті. Імовірно людина тут загибла своєю смертю. З вершини скелі піратка бачить у віддаленні на півдні споруди і шпилі міста, якого за логікою не могло бути у цій місцині. Позаяк тут можливо було зустріти хижі чорного населення, чи видовбані у скалах селища загадкової брунатної раси. Валерія дезертирувала з табору Заралло, що розташовувався у містечку Сукмет і захищав південні кордони Стігії від нападу з боку Дарфара. Невдовзі її наздоганяє Конан, який також дезертирував з цього табору. Поки герої розмовляють, щось нападає на їх коней. Як виявляється коней піратів пожирає гігантський ящір. Ховаючись від ящера вони забираються на скалу на якій раніше споглядала Валерія, стає зрозумілим чого загибла людина, кістяк якої лежав на вершині скали. Конан та Валерія ще раз розглянули місто вдалечині, до нього не йшли дороги і навколо нього не було видно оброблюваних полів. Конан робить спис і змащує його пурпуровими плодами які він назвав «яблуко Деркети». Попадання спису змощеного цією отрутою до рота, викликало у ящера дику лють. Після того, як у безсилій люті ящір спробував добратися до людей, він скривається у джунглях. Зумівши відвернути увагу тварини, парочка поспішає на південь до міста. На підході до міста їх знову наздоганяє ящір, Конан відкидає зі шляху ящера Валерію, та намагається мечем вбити рептилію. Меч входить до лоба ящера, але Конана відкидає у сторону, ящір продовжує нестися уперед, поки не врізається головою у дерево, яке падає на нього, тварина помирає. Конан та Валерія, опасаючись що можуть набігти інші такі дракони, швидко продовжують подорож до загадкового міста.
Підійшовши до воріт міста, вони вирішують переночувати біля міських стін, а вже зрання спробувати потрапити до міста. Чергувати першим визвався Конан, Валерія же засинає. Коли Валерія просинається, вона обурена тим, що Конан не розбудив її коли була її черга, на, що кіммерієць говорить, що пірати не звикли до кіннотних вправ і їй треба було відпочити, а він як колишній козак, звик до сідла. Герої потрапляють до міста, яке виявляється одним цілим величезним палацом. Конан і Валерія починають обстежувати знелюднене місто, маючи надію знайти скарби.
Під час цього Конан і Валерія рятують від неминучої смерті місцевого мешканця Техотля від його супротивників. Техотль наляканий можливістю того, що навколо ще багато супротивників, веде їх до свого клану. Коли вони приходять Техотль представляє їх Ольмеку, своєму князю, та принцесі Таскелі. Від Ольмека вони дізнаються, що це місто має назву Ксухотль і є однією великою будівлею, в якому йде запекла війна між двома кланами одного племені Тлациплан. Також герої дізнаються історію цього народу і міста в якому вони опинилися.
За пів сотні років до подій оповідання, плем'я перекочувало сюди з озера Зуад, після невдалої спроби заколоту проти стігійського короля. В лісах багато з них стали жертвою драконів. В той час місто вже існувало і було населено іншим народом (навіть вироджені мешканці міста не знали коли саме побудовано місто), які дивлячись на новоприбулих зачинилися у місті та почали осипати тлацитланців стрілами. Уночі до них прийшов місцевий раб Толькемек, який був з того же роду, що й тлацитланці. Він колись разом зі своїм загоном заблукав у лісі та був атакований ящерами. Виживши лише один, він підійшов до міських стін і був впущений до міста, але обернений на раба. Толькемек склав з тлацитланцями угоду, згідно якої він впустить до міста прибульців, а вони натомість віддадуть йому тих місцевих жителів які залишаться живі. Толькемек відкрив ворота і хвиля прибульців хлинула у місто, в місті було лише декілька сотень людей, жалюгідні залишки, колись великого народу. Толькемек розповідав, що цей народ багато часу до цього прийшли сюди зі Старої Косали, коли пращури тих, що населяють Косалу нині, вторглися й вигнали місцеве населення. Ці вигнанці довгий час йшли на захід, поки не знайшли цю рівнину оточену лісами, у той час тут мешкали чорні народи. Колишні вигнанці, полонять чорне населення і починають будувати місто. У східних горах вони добували яшму, мармур, лазурит, срібло, золото та мідь. Винищили стада слонів заради іклів. Коли будівництво було закінчено, всіх рабів перебили. Їх чарівники зміцнили безпеку міста за допомогою своєї жахливої магії, вони воскресили драконів, що стародавні часи населяли ці місця і чиї кістки можна знайти у джунглях. Вони одягли ці кістки плоттю і вдихнули в них життя, і чудовиська знову пішли по землі, як за часів, коли світ був ще молодий. Але закляття магів тримало їх у лісі, не пускаючи на рівнину. Багато століть народ Ксухотля жив, оброблюючи навколишні поля, поки їх мудреці не вигадали рослини яким же був не потрібен ґрунт, а все необхідне вони брали з повітря. Після цього засохли зрошувальні канали, були занедбані поля, народ почав розкладатися. Коли тлацитланці прийшли з джунглів до долини усі великі чаклуни вже померли, а їх закляття забуті. Мешканці міста не мали змоги протиставити прибульцям не магії, не меча. Всі вони були перебиті, окрім сотні полонених які за згодою відійшли до Толькемека. Багато днів та ночей лунали їхні крики. Деякий час плем'я Тлацитлан жило в мирі і спокої під керівництвом двох братів — Текультлі і Ксоталанка спільно з Толькемеком. Він на той час одружився з дівчиною з прибулих. Але через п'ять років після завоювання міста Ксоталанк взяв за дружину жінку, яку бажали Текультлі і старий Толькемек. Текультлі викрадає її у брата, а Толькемек допомагає йому, бажаючи дошкулити Ксоталанку. Відбувся суд, який вирішив, що жінка сама повинна вирішити з ким буде вона і вона вирішила залишитися з Текультлі. Розгніваний Ксоталанк спробував відбити її силою і охоронці обох братів схопилися в Великій залі. Після цього єдине плем'я, поділилося на три частини, які почали ворогувати одне проти одного. Люди Текультлі взяли приступом украплення Толькемека, піддали його жахливим тортурам, а потім залишили його помирати в катакомбах. Ольмек говорить, що два табори ведуть непримириму війну і зараз, хоча її початок був п'ятдесят років тому, і вже не залишилося свідків її початку, окрім Таскели. За словаки Ольмека, війна буде тривати поки не загине останній чоловік та жінка і визнає, що вони вимираючий народ, як і попередні мешканці Ксухотля. Після цього Ольмек робить пропозицію, допомогти йому знищити ксоталанців за щедру винагороду.
Вночі служниця Таскели, намагається запаморочити Валерію ароматом чорного лотоса. Валерія піддає її жорстокої катуванню, але служниця обманює її і біжить в катакомби, де стає жертвою невідомого чудовиська. Ксоталанці ж у цей час атакують і за допомоги «флейти божевілля» прориваються до Текультлі, відбувається битва, клан Текультлі за допомоги Конана і Валерії перемагає.
Конан робить вилазку в Ксотоланк в пошуках уцілілих ксолатанців, де на нього (за наказом Ольмека) здійснюють замах два його супутники. Ольмек тим часом захоплює Валерію, але сам стає жертвою чаклунства Таскели. Конан, повертаючись до Текультлі знаходить Ольмека, який знаходиться у пристрої тортур і звільняє його, повіривши обіцянкам допомогти врятувати Валерію і вбити Таскелу. З'ясовується, що Таскела живе на світі багато сотень років, колись коли вона була молодою, вона була коханкою стігійського жерця який навчив її секрету безсмертя. Саме через неї плем'я повстало проти короля Стігії, бо він забажав її. Однак незабаром, захищаючись від віроломного князя, Конан вбиває його.
Таскела готується принести Валерію в жертву, щоб викрасти її життєву силу. Конан попадеться в капкан і не може втрутитися у події. У цей момент на уцілілих обрушується Толькемек і за допомогою магічного зброї винищує залишок племені. Таскела звільняє Конана, той вбиває Толькемека. Таскела захоплює зброю старого, але отримує ніж в спину від Валерії. Конан і Валерія вирушає до узбережжя, щоб почати морський розбій.

## Козаки Хайборійської ери

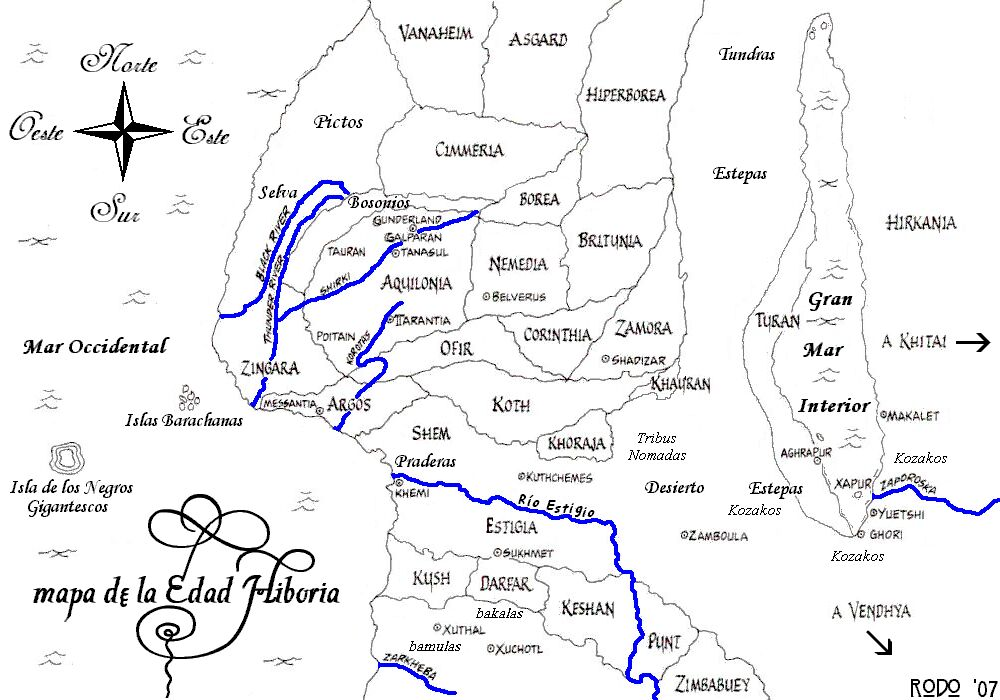
Мапа світу Хайборійської ери. На мапі присутні: місто де відбуваються події- Ксухотль, а також землі козаків на півдні на заході від моря Вілайет

Створюючи всесвіт Хайборійської ери (світ Конана) Роберт Говард неодноразово використовував назви реально існувавших племен, народів, а також назв місцин де відбуваються події.
При розмові з Валерією, Конан говорить, що раніше був козаком (англ. kozak).
| | \| «Перш ніж стати піратом, я був козаком, — відповів він. — А вони все життя проводять у сідлі. Однак і я перехопив кілька хвилинок сну — знаєш, як пантера, що підстерігає сарну на лісовій стежці.» \| Оригінальний текст (англ.) "I was a kozak before I was a pirate," he answered. "They live in the saddle. I snatch naps like a panther watching beside the trail for a deer to come by. My ears keep watch while my eyes sleep." |
| «Перш ніж стати піратом, я був козаком, — відповів він. — А вони все життя проводять у сідлі. Однак і я перехопив кілька хвилинок сну — знаєш, як пантера, що підстерігає сарну на лісовій стежці.» | |

У цьому оповіданні тема козацтва у Хайборійській ері майже не розкривається, але це є відсилкою до подій оповідання «Залізний демон» 1934 року.